# Wee Tian Beng
Pour les articles homonymes, voir Beng.
Wee Tian Beng (黄展鸣) est un manhuajia né le 12 janvier 1966 à Singapour.

## Biographie
Il a commencé sa carrière en tant qu'illustrateur publicitaire. En 1989, il commence à produire des manhua de science-fiction comme The New Frontier, Dream Allegory et Escapist Choice.
En 1993-1994, il est le premier auteur de Singapour à lancer avec succès ses titres à Taïwan avec Astronautics et à Hong Kong avec The Adventures of Wisely (Le personnage de Wisely est directement inspiré du très connu Nicky Larson alias Ryo Saeba/City hunter en japonais). 
Il devient largement reconnu grâce à sa première longue série (18 volumes), Return of the Condor Heroes, adapté du roman éponyme et gagne le « Prestigious Award » à la conférence Asian Comics tenue en Corée du Sud en 1997. 
Cette série, traduite en différentes langues, est aujourd’hui vendue en Thaïlande, en Corée du Sud, au Royaume-Uni et aux États-Unis.
Aujourd'hui, il se fait connaître du public français grâce à sa dernière création issue de son propre studio de production : The Celestial Zone, publié en France chez Toki, a été entièrement scénarisé et dessiné par ses soins. The Celestial Zone a obtenu un tel succès en Asie au travers de ses 25 volumes qu'une seconde série a été mise en place, The Celestial Zone II (18 volumes), disponible cette fois-ci aussi bien en noir et blanc qu'en couleur. 
Wee Tian Beng travaille encore sur une troisième et dernière série qui s'inspire directement de TCZ puisqu'elle se nomme The Celestial Zone 21th century. On y retrouve des personnages dotés des mêmes pouvoirs que les protagonistes des deux premières séries, sauf que cette fois-ci, tout se passe à notre époque. L'espace urbain est le lieu des combats et des actions de cette ultime série, qui tranche radicalement avec ses affrontements en forêt et en montagne.